# Gran Turismo (videoigra)
Gran Turismo je dugogodišnja franšiza trkaćih video igara koja je započeta prvim Gran Turismo nastavkom 1997. godine. Igru razvija Polyphony Digital, japanski razvojni tim za igre s Kazunorijem Yamauchijem na čelu.

## Popis igara

### Gran Turismo (1997)
Gran Turismo je trkaća videoigra kojom je započeo Gran Turismo serijal. 
Igra je izašla za Playstation konzolu 1997. godine. Bila je veoma uspješna. Igra je sadržavala 178 licenciranih automobila i 11 staza. 
Isticala se kao prva trkaća simulacija na tržištu s izvrsnim izgledom i detaljima što je poslije postalo zaštitni znak Gran Turismo serije.

### Gran Turismo 2 (1999.)
Gran Turismo 2 je na tržištu postao dostupan 1999. godine na Playstation konzoli. 
Kao i prethodnik, isticala se vrlo detaljnim izgledom automobila i okoline kao i brojem automobila.
Igra ih je sadržavala čak 650 i svi su bili licencirani. 
Igra je također sadržavala 27 staza. Kao i prethodnik, vrlo je dobro 
bila prihvaćena na tržištu.

### Gran Turismo 3 (2001.)
Gran Turismo 3 je treći nastavak Gran Turismo serijala. 
Izašao je 2001. godine na Playstation 2 konzoli među prvim naslovima koji su izašli za tu konzolu. 
Broj automobila je smanjen na oko 150, s 34 staze. 
Igra je zadržala detaljan izgled automobila i okoline.

Postala je jedna od najprodavanijih igara na Playstation 2 konzoli.

### Gran Turismo 4 (2005.)
Prije izlaska četvrtog nastavka, izišao je Gran Turismo 4: Prologue, kao uvod u punu igru koja je izašla 2 godine kasnije.
Gran Turismo 4 je uz već poznate napretke (veća količina automobila, staza i detalja), 
dobio nove načine igranja kao B-Spec, gdje ste vi šef momčadi, Photo Mode, fotografirate svoj automobil na nekim 
najpoznatijim lokacijama u svijetu ili u samoj vožnji itd.
Igra je bila tržišni uspjeh, kao i prethodnici, ali kritike su stizale na račun neoštećivanja automobila.

### Gran Turismo 5 (2010.)
Kao i prije GT4, prije Gran Turismo 5 na tržište je 2007. godine izašao Gran Turismo 5: Prologue.
On je poslužio kao uvod u nadolazeću igru, prikazujući automobile u Full HD rezoluciji, novi meni i ostale novosti.
Gran Turismo 5 izlazi 24. studenog 2010. godine.

## Vanjske poveznice
- http://www.gran-turismo.com